# Johnny Mandel
Johnny Mandel, nascut com a John Alfred Mandel (Manhattan, Nova York, 23 de novembre de 1925 - Ojai, Califòrnia, 29 de juny de 2020) va ser un compositor i arranjador musical estatunidenc de jazz especialitzat en cançons populars i bandes sonores de pel·lícules.
Va estudiar a l'Escola de Música de Manhattan i a la prestigiosa Juilliard School, i va formar-se com a trombetista i trombonista de jazz, abans de començar a tocar amb prestigioses bandes de jazz i orquestres dirigides per Count Basie, Buddy Rich o Jimmy Dorsey. També va tocar en un grup amb Alan Greenspan, qui amb el temps es converti en president de la Reserva Federal dels Estats Units. Mandel va començar a compondre i organitzar, i amb els anys va crear arranjaments orquestrals per a Frank Sinatra, Michael Jackson, Barbra Streisand o Tony Bennett, però va aconseguir fama amb la composició de música per a pel·lícules. La seva carrera musical va començar a destacar quan el 1958 va començar a escriure per a Hollywood.
Va compondre la música per a més de trenta pel·lícules, i va guanyar un Oscar i un Grammy per la cançó de l'any. Un èxit primerenc va ser música per a la pel·lícula The Americanization of Emily de James Garner i Julie Andrews de 1964 i la seva cançó principal, Emily. L'any següent, amb de Castells a la sorra, protagonitzada per Richard Burton i Elizabeth Taylor, va guanyar l'Oscar a la millor cançó original, per The Shadow of Your Smile. Va iniciar la seva singladura com a compositor amb Vull viure, de 1958. El van seguir títols com Harper i A boca de canó. Johnny Mandel va guanyar l'Oscar per Castells a la sorra, i després va aconseguir una altra candidatura per An American Dream. Però és recordat sobretot per la seva cançó "Suicide is Painless", que sona al principi de M.A.S.H., de Robert Altman. El realitzador li havia encarregat la cançó "més estúpida", que se li ocorregués, i com no estava inspirat fou finalment Michael Altman, fill del cineasta, qui va escriure la lletra.
Mandel es convertí en un compositor versàtil, treballant en drames delicats com ara A boca de canó amb Lee Marvin i Harper amb Paul Newman, fins a pel·lícules familiars (Freaky Friday, Escape from Witch Mountain) i comèdies com Caddyshack. Va treballar en diverses ocasions amb els directors Hal Ashby, Sidney Lumet i Robert Altman, per als quals va escriure Suicide is Painless amb el fill adolescent d'Altman, Michael, que escrivia les lletres, i que es va convertir en el tema de M.A.S.H.' i el seu programa de televisió derivat.
Mandel es va casar amb Lois Lee el 1959, amb qui va tenir una filla, i de qui posteriorment es divorcià. El 1970 es va casar amb Martha Blanner, amb qui va viure fins que va morir el desembre del 2019. Mandel va morir el juny de 2020, amb noranta-quatre anys, en la seva residència d'Ojai, Califòrnia, a conseqüència d'una afecció cardíaca.